# Selim Aydemir
Selim Aydemir (* 26. Oktober 1990 in Kiel) ist ein ehemaliger deutsch-türkischer Fußballspieler.

## Karriere
Der in Kiel geborene Stürmer begann seine Laufbahn als Jugendspieler beim lokalen Verein TuS Gaarden, von dem aus er über die Zwischenstation Holstein Kiel ab 2004 in die Jugendabteilungen Werder Bremens gelangte. 2007 wechselte Aydemir erneut den Verein und schloss sich Eintracht Braunschweig an, so dass er für diesen Verein die Spielzeit 2007/08 der A-Junioren-Bundesliga bestritt und im Saisonverlauf sieben Tore in 23 Partien erzielte, woraufhin er erstmals auch am Trainingsbetrieb der Herrenmannschaft Braunschweigs sowie an einem Sichtungsturnier der türkischen Junioren-Nationalmannschaft teilnahm.
Zwar wurde Aydemir in der folgenden Spielzeit 2008/09 der U-19-Bundesliga weiterhin in dieser eingesetzt, jedoch gehörte er zugleich auch zum Kader der Reservemannschaft Braunschweigs im Herrenbereich, für die er am 8. August 2008 in der Oberliga Niedersachsen-Ost debütierte. Mit zunächst zwei Toren in vier Einsätzen konnte sich Aydemir dabei auch für die in der 3. Liga spielende Profimannschaft der Eintracht empfehlen, woraufhin er am 29. Oktober 2008 erstmals auch in dieser eingesetzt wurde. Nach der Winterpause lief er jedoch zunächst wieder für die U-19 des Vereins auf. Am 26. März 2009 wurde Aydemir von Torsten Lieberknecht aus disziplinarischen Gründen sowohl vom Spielbetrieb der Jugend- als auch der Herrenmannschaften Braunschweigs freigestellt, nachdem er während eines Lauftrainings, statt zu trainieren, die Straßenbahn benutzt hatte.
Im Sommer 2009 fand Aydemir im Halleschen FC einen neuen Verein. Nach zwei Jahren in Halle wechselte er zur Saison 2011/12 zum Drittliga-Aufsteiger Chemnitzer FC.
Am 31. August 2012 verpflichtete ihn der Zweitligist VfR Aalen, bei dem er einen Vertrag bis zum 30. Juni 2014 unterschrieb. Direkt nach seinem Wechsel bestritt er im Laufe des Septembers vier Zweitligaspiele mit der Mannschaft, kam danach auch verletzungsbedingt jedoch nur noch im März 2013 zu einem weiteren Einsatz. Im Sommer 2013 wurde er aufgrund mangelhafter Trainingsleistungen und „unprofessionelle[n] Verhalten[s]“ aus dem Kader der Aalener gestrichen und ihm ein Vereinswechsel nahegelegt. In der folgenden Saison 2013/14 bestritt er daher kein einziges Pflichtspiel für den Verein.
Nach Auslaufen seines Vertrages kehrte Aydemir zur Saison 2014/15 zum Halleschen FC zurück. Nachdem Aydemir sportlich zunächst zu überzeugen wusste, musste er sich zeitweise wieder mit einem Platz außerhalb des Kaders begnügen, nachdem er eine Trainingseinheit selbstverschuldet verpasst hatte. Nach der Saison 2015/16 verließ er Halle zunächst, unterschrieb dann nach kurzer Zeit wieder bis 2017.
Im Sommer 2017 wechselte Aydemir in die zweite türkische Liga zum Aufsteiger Büyükşehir Belediye Erzurumspor, wo er einen Vertrag bis 30. Juni 2018 unterschrieb. Nach Ablauf des Vertrags verließ er Erzurumspor wieder, einen neuen Verein fand Aydemir im März 2019 mit dem bosnischen Erstligisten NK Čelik Zenica.
Im Sommer 2019 kehrte Aydemir nach Deutschland zurück und schloss sich dem Regionalligisten FC Rot-Weiß Erfurt an. Nachdem die Erfurter ihre Mannschaft im Januar 2020 infolge eines Insolvenzverfahrens vom Spielbetrieb abmeldeten, verließ er den Verein wieder und wechselte zum türkischen Zweitligisten Menemenspor, bevor sein Vertrag dort im Sommer wieder aufgelöst wurde. Nach mehrmonatiger Vereinslosigkeit nahm ihn im Februar 2021 erneut der FC Rot-Weiß Erfurt unter Vertrag, der inzwischen in der Oberliga antrat. Aufgrund der COVID-19-Pandemie in Deutschland war zu diesem Zeitpunkt der Liga-Spielbetrieb bereits unterbrochen, ehe die Saison im April 2021 abgebrochen wurde. Im Sommer 2021 löste Aydemir seinen Vertrag in Erfurt wieder auf und gab bekannt, seine Spielerkarriere zu beenden.